# Ursina Greuel
Ursina Greuel (* 3. Oktober 1971 in Göttingen) ist eine Schweizer Theaterregisseurin und -produzentin. 

## Leben und Werk
Ursina Greuel besuchte in Kaiserslautern das Albert-Schweitzer-Gymnasium, an dem sie 1991 das Abitur machte. Die 1990er Jahre verbrachte sie in Zürich an der Schauspielschule und später als Assistentin am Thalia Theater in Hamburg, bevor sie kurz vor dem Millennium als freischaffende Regisseurin wieder zurück in die Schweiz kam.
Den Schwerpunkt ihrer Arbeit setzt Greuel vor allem auf zeitgenössische Dramatik und das gesprochene Wort an sich (Spoken Word). 2001 gründete sie die Gruppe Matterhorn Produktionen, die seitdem kontinuierlich Schweizer Bühnenkunst zelebriert (u. a. Die Fondueoper von G. Krneta und Nach Lampedusa – Wandererfantasien). 2015 lancierte Greuel ausserdem das Projekt STÜCKBOX in Dornach. Die Idee dahinter ist, zeitgenössische und bisher unveröffentlichte Texte mit einer kurzen Probezeit und so wenig Bühnenbild wie möglich zu zeigen. Der Text, das gesprochene Wort und das Spiel stehen im Vordergrund.
Neben ihrer Tätigkeit als Regisseurin war Greuel von 2000 bis 2005 Kuratorin für die Schweiz beim internationalen Jungdramatikertreffen INTERPLAY, präsidierte von 2006 bis 2015 den Berufsverband der Freien Theaterschaffenden der Schweiz (ACT), schrieb kulturpolitische Kolumnen in der Programmzeitung Basel, ist seit 2009 Mitherausgeberin der Buchreihe spoken script und leitet seit August 2018 das sogar theater in Zürich.
Greuel war von 2001 bis 2022 mit dem Schriftsteller Guy Krneta verheiratet, mit dem sie vier Kinder hat. Sie lebt in Basel und Zürich.

## Auszeichnungen
- Schweizer Preis Darstellende Künste 2024[7]
- premio Förderpreis für Junges Theater (für das Projekt Antischublade)
- Kulturpreis des Kantons Zürich (für die Inszenierung A. ist eine andere)[8]
- Auszeichnung der hibou-Stiftung mit dem hibou 2015 (für das Projekt STÜCKBOX)
- Literarische Auszeichnung der Stadt Zürich 2022 (für die literarische Vermittlungsarbeit am sogar theater)[9]